# 6.º Congresso Nacional do Partido Comunista do Vietname
O 6.º Congresso Nacional do Partido Comunista do Vietname (em vietnamita:  Đại hội Đảng Cộng sản Việt Nam VI) (PCV) realizou-se em Ba Đình Hall, Hanoi, entre 15 e 18 de dezembro de 1986. 1.129 delegados representaram os cerca de 1.900.000 membros do Partido Comunista do Vietname. O congresso ocorre uma vez a cada cinco anos. Os preparativos para o 6.º Congresso Nacional começaram com a 8.ª sessão plenária do 5.º Comité Central e terminaram com a 10.ª sessão plenária, que durou 19 dias. Após a 10.ª sessão plenária, as organizações do partido local e provincial começaram a eleger delegados para o congresso, bem como a atualizar os documentos do partido.
O congresso é particularmente notável devido à introdução de reformas económicas, denominadas Đổi Mới (Renovação), e à eleição de uma nova liderança partidária. O Secretário Geral em funções, Trường Chinh não foi reeleito, e Nguyễn Văn Linh tomou o seu lugar. Foram eleitos o 6.º Politburo, o 6.º Secretariado e a Comissão de Controlo. O Conselho Consultivo do Comité Central foi estabelecido, e continha altos funcionários que se tinham reformado no 6.º Congresso Nacional. O 6.º Congresso Nacional enfatizou a necessidade de reforçar o modo de produção socialista.

## Prelúdio

### A 8.ª sessão plenária e as reformas
A 8.ª sessão plenária do 5.º Comité Central (10-17 de junho de 1985) - e as suas antecedentes a 6.ª (3-10 de julho de 1984) e 7.ª (11-17 de dezembro de 1984) - instruíram o partido a dirigir uma revisão de desempenho da sua organização, pessoal e eficiência. Lê Đức Thọ, chefe da Comissão Organizadora Central, disse que o partido se tornara "um mecanismo pesado e moroso, apenas marginalmente eficiente, marcado por responsabilidades mal definidas e funções mal divididas". Declarou ainda que a confusão no partido sobre responsabilidades operacionais entre a liderança do partido central, organizações de massas e o Estado, e entre escalões superiores e inferiores do partido se desenvolvera tornando-se um problema sério, e que uma mentalidade coletiva cínica no partido se instalara e manifestado através da corrupção, inflexibilidade e desonestidade.
O plenário apresentou três elementos para resolver os problemas invocados por Tho; (1) conseguir que os quadros do partido se concentrassem nas responsabilidades técnicas económicas e de gestão, (2) organizar os quadros e obter formação especializada nos domínios económico e administrativo para os reequipar com informações sobre como gerir uma economia cada vez mais complexa, e (3) engendrar uma mudança no equilíbrio interno do poder. Num editorial de Nhân Dân (O Povo), Lê Đức Thọ sublinhou a necessidade de ir além dos slogans políticos e da demonstração para melhorar o nível de capacidades de gestão dos quadros dos partidos em organizações de nível partidário. Lê Đức Thọ quis mudar o papel do partido na economia passando do de implementador para um de supervisor. A liderança central enfrentou um obstáculo; a maioria dos quadros do partido teve o que a liderança do partido considerou uma educação ultrapassada de 20 a 30 anos atrás, enquanto ao partido faltavam quadros jovens. Para resolver este problema, a liderança central do partido começou a falar sobre a necessidade de introduzir o planeamento do pessoal, uma idade de reforma, rotação de funcionários e duração do mandato para quadros e postos sensíveis.
No início do processo de reforma, o PCV devolveu alguns poderes dos secretários dos partidos aos comités a nível distrital. O partido planeou descentralizar algumas funções e responsabilidades a nível departamental e setorial, enquanto conferia poderes aos órgãos do partido ao nível de base, reforçando o seu papel no planeamento económico, gestão do mercado e segurança pública, e tentando melhorar o desempenho da Comissão de Controlo e dos seus órgãos de nível inferior. A liderança partidária tentou tornar a morosa burocracia eficiente.
As reformas económicas de 1985 levaram a uma inflação desenfreada, e o 9.º plenário (meados de dezembro de 1985) obrigou a liderança central a reintroduzir o racionamento de modo a reduzir as dificuldades para os pobres, enquanto em março de 1985 o Conselho de Ministros legalizou a empresa privada limitada, de pequena escala, nos setores do artesanato e da pequena indústria. O PCV tentou introduzir regras de mercado na economia planificada, salientando em simultâneo, a necessidade de controlar os mercados. Nesta fase inicial, o partido iniciou uma discussão sobre quanto controlo estatal e planeamento económico eram necessários. A 8 de abril, o 5.º Politburo emitiu o "Projeto de Resolução sobre a garantia de autonomia às unidades económicas de base", que decretou a implementação do programa de reforma acordado pelo 8.º plenário. A resolução tentou resolver vários problemas, racionalizando, agilizando e otimizando a burocracia para a tornar mais eficiente. No entanto, embora o partido tenha concordado em tornar as empresas estatais mais autónomas, procurou a abolição do comércio individual - que é comércio não sancionado pelo Estado. Nesta fase, as autoridades não procuraram alterar os deveres e responsabilidades do Estado central e dos órgãos do partido.

### Preparativos
O planeamento do 6.º Congresso Nacional começou na 10.ª sessão plenária do 5.º Comité Central, com uma duração de 19 dias (19 de Maio - 9 de junho de 1986). Lê Duẩn, o Secretário-Geral, proferiu o discurso de abertura, onde reafirmou o empenho da liderança do partido central na reforma. A 10.ª sessão plenária aprovou por unanimidade o projeto de Relatório Político para o 6.º Congresso Nacional. Os preparativos para o Congresso começaram com congressos do partido em nível de base e provincial, durante os quais os delegados foram eleitos.
A preparação para o Congresso começou lentamente. De acordo com uma conferência da Comissão Organizadora Central, a falta de preparação deveu-se a um número não identificado de órgãos de base partidária que não conseguiram preparar o seu pessoal para o Congresso, e de escalões superiores que não informaram os escalões inferiores sobre o estatuto do Congresso. O 5.º Secretariado anunciou a organização de uma campanha de crítica/autocrítica a 11 de março em todos os níveis partidários para se preparar para o Congresso. Os principais objetivos da campanha eram disciplinar os comités do partido nos próximos congressos locais do partido; avaliar o desempenho do partido com ênfase na economia desde o 5.º Congresso Nacional; contribuir para a futura reorganização do partido e realocação de pessoal; e assegurar que a redação das resoluções do Congresso fossem concluídas a tempo e nomear novos comités executivos locais à luz dos requisitos para implementar a reforma. Em meados de março de 1986, o 5.º Secretariado publicou uma lista de requisitos para possíveis candidatos a membros dos comités executivos locais;
- (1) a capacidade dos candidatos de compreender as competências económicas e de gestão, articuladas pela 8.ª reunião plenária do 5.º Comité Central;[11]

- (2) a necessidade de jovens membros na organização do partido, com ênfase na nomeação de funcionários para comités executivos a nível provincial no grupo etário 40-49 anos, enquanto os funcionários com idades compreendidas entre os 30-39 anos seriam nomeados para comités executivos distritais e de base;[11]

- (3) assegurar a mobilidade geográfica e a flexibilidade no que diz respeito à atribuição de pessoal.[11]

### Congressos e conferências distritais e provinciais
Os congressos locais que antecederam o 6.º Congresso Nacional foram muito mais organizados do que os realizados antes do 5.º Congresso Nacional. Ao contrário do Congresso anterior, a direção central do partido emitiu instruções e programas de formação para quadros do partido sobre como organizar congressos e conferências partidárias. Certos quadros do partido foram encarregados de dar explicações ao comité executivo diretamente subordinado a eles no âmbito do Relatório Político preliminar do Comité Central. Os comités executivos locais começaram a convocar conferências no início de agosto para estudar o relatório preliminar. Estas conferências atuaram como precursores dos congressos do comité do partido ao nível de aldeia, município, distrito, e empresa, que começaram a reunir-se em meados de agosto. No início de agosto, alguns órgãos do partido ao nível de base começaram a eleição de delegados para o 6.º Congresso Nacional. Pelo menos cinco províncias concluíram os preparativos para os congressos do partido ao nível de base até setembro, e em quatro deles os congressos do partido ao nível de base decorreram até finais de setembro.
Congressos a nível distrital reuniram-se em algumas províncias em finais de agosto, enquanto outras províncias começaram a reuni-los em finais de setembro. Segundo os meios de comunicação social vietnamitas, os congressos a nível distrital acordaram na sua maioria objetivos económicos básicos e várias emendas propostas ao Relatório Político preliminar. Na Organização Provincial do Partido de Binh Tri Thien, 250 quadros fizeram aparentemente 3.000 sugestões, "incluindo emendas e revisão do Relatório Político preliminar" e políticas concretas que nele figuravam de forma proeminente. O mesmo ocorreu no Comité Permanente do Comité do Partido da Cidade de Hồ Chí Minh, onde quadros dirigentes aprovaram unanimemente um programa de ação e propuseram alterações ao Relatório Político preliminar. A Organização do Partido Municipal de Nha Trang realizou uma conferência com a duração de um dia, discutindo o Relatório Político preliminar, que terminou tepidamente; as discussões foram alargadas de modo que os delegados chegassem a uma "identidade de pontos de vista" pouco entusiástica (o que foi discutido é desconhecido, visto que os meios de comunicação social não os declararam). Enquanto outras conferências partidárias criticaram o Relatório Político preliminar, várias outras manifestaram entusiasmo ou apoiaram-no unanimemente. Dado que a Assembleia Nacional não emitiu um esboço do 4.º Plano Quinquenal, as conferências a nível distrital foram forçadas a discutir sobretudo objetivos económicos locais, por falta de dados económicos nacionais.
A conferência de Cuu Long realizada entre 6 e 10 de outubro foi a primeira conferência a nível provincial. Até 22 de outubro, 21 províncias realizaram conferências partidárias a nível provincial. A liderança central do partido enfrentou menos críticas sobre o Relatório Político preliminar e políticas socioeconómicas das conferências a nível provincial do que por conferências a nível distrital. As conferências a nível provincial criticaram menos as políticas centrais e foram evasivas quanto a questões críticas. Contudo, as conferências a nível provincial não estavam completamente adormecidas e obtiveram algumas vitórias menores, tais como a redução da idade média necessária para aderir a um comité executivo e adotaram um modo mais flexível e eficiente de planeamento e organização. Tal como durante as conferências a nível distrital, houve certas convocações que atraíram a atenção; o Comité do Partido de An Giang criticou o desempenho económico passado, enquanto o Congresso de Ha Son Binh criticou a gestão irracional dos assuntos económicos provinciais. Enquanto estes comités criticaram as políticas do passado ou deficiências bem conhecidas, nenhum deles criticou as políticas da liderança central do partido.
O Secretário Geral Trường Chinh, num discurso à Organização do Partido da Cidade de Hồ Chí Minh admitiu "deficiências e erros graves" pelos líderes centrais do partido na liderança económica, e criticou a imposição de uma superestrutura às condições atuais do Vietname. Trường Chinh apoiou o programa da 8.ª sessão plenária do 5.º Comité Central e "novos conceitos económicos", mas disse aos participantes que o 5.º Politburo empreendera uma avaliação sistemática das políticas económicas, que incluía a continuação de uma economia mista, a aceitação da propriedade privada para um futuro previsível, a necessidade de acabar com o centralismo burocrático, e a necessidade de descentralização na tomada de decisões económicas. No seu discurso ao 4.º Congresso da Organização do Partido da Cidade de Hồ Chí Minh, Nguyễn Văn Linh, membro do 5.º Politburo e do 5.º Secretariado, aprovou as plataformas do 6.º, 7.º e 8.º plenário do 5.º Comité Central, enquanto apoiava a conclusão alcançada no 10.º plenário do 5.º Comité Central. Sublinhou várias diretivas do Politburo. Phạm Hùng, o Ministro do Interior, no seu discurso ao Congresso Provincial do Cuu Long, afirmou que a reintrodução da economia de mercado e a aceitação renovada da propriedade privada não prejudicaria a transformação socialista do Vietname. Para assegurar as credenciais socialistas do Vietname, o Estado permaneceria dominante para proteger o Vietname do mercado livre descontrolado. A 11.ª sessão plenária (17-25 de novembro de 1986), a última sessão plenária antes do 6.º Congresso, aprovou a plataforma para o congresso.

## O Congresso
O 6.º Congresso Nacional foi convocado a 15 de dezembro de 1986 e durou até 18 de dezembro. O Congresso reafirmou o seu empenho no programa de reformas da 8.ª sessão plenária do 5.º Comité Central, e emitiu cinco pontos;
- "esforços combinados para aumentar a produção de alimentos, bens de consumo e artigos exportáveis";[18]
- "prosseguir os esforços para controlar os pequenos comerciantes e capitalistas, reconhecendo em simultâneo, a realidade do apoio a uma economia mista";[18]
- "regenerar a burocracia de planeamento, tornando o sistema de gestão económica mais eficiente através da descentralização da autoridade e da criação de espaço para a tomada de decisões mais independentes";[18]
- "clarificar os poderes e a jurisdição do Conselho de Ministros, e a reorganização do aparelho de gestão do Estado para o tornar mais eficiente";[18]
- "melhorar as capacidades organizacionais do partido, de liderança e da formação de quadros".[18]

"O Comité Central, o Gabinete Político, o Secretariado e o Conselho de Ministros foram os principais responsáveis pelos erros acima mencionados [crise económica e uma sobreposição de burocracia] e deficiências na liderança do partido. É de salientar que o atraso em efetuar corretamente uma transição no órgão dirigente do núcleo foi uma causa direta da inadequação da liderança partidária nos últimos anos em satisfazer os requisitos da nova situação. O Comité Central deseja fazer uma autocrítica sincera perante o Congresso sobre as suas deficiências".

—uma citação do Relatório Político lido por Trường Chinh ao 6.º Congresso Nacional
No Relatório Político entregue ao 6.º Congresso Nacional a 15 de dezembro, Trường Chinh afirmou que o Comité Central, o Politburo, o Secretariado e o Conselho de Ministros eram responsáveis pelas suas próprias insuficiências e pelos fracassos económicos do Vietname. O relatório funcionou como uma severa autocrítica da liderança do partido central. Os fracassos da liderança foram reiterados por uma série de oradores, incluindo Nguyễn Văn Linh, que falou sobre os problemas de "produção lenta, confusão nos sistemas de distribuição, dificuldades socioeconómicas duradouras, e falta de confiança da população". Nguyễn Thanh Bình, o Secretário do Comité Central responsável pela agricultura, fez eco dos sentimentos anteriores durante os preparativos para o Congresso e falou da necessidade de descentralização, economia doméstica e familiar, e da introdução de um mercado independente. Võ Trần Chí, membro do Comité Permanente do Comité do Partido da Cidade de Hồ Chí Minh, afirmou o empenho do Congresso na reforma para reforçar a produtividade e o desempenho da gestão.
Enquanto apoiava a mudança, Trường Chinh no seu Relatório Político falou sobre a validade dos princípios organizacionais do partido, que governaram a economia do Vietname. O centralismo democrático deveria permanecer inalterado, e a gestão centralizada de certos setores deveria ser mantida. Numa sessão à porta fechada, o Presidente do 6.º Congresso Nacional a 18 de dezembro reconheceu a importância da contínua transformação da indústria e comércio privados e a validade dos contratos económicos entre unidades de produção e de negócios. Aprovou o papel do Estado como fornecedor de bens produzidos por empresas estatais e apoiou a política de longa data de distribuição de trabalhadores. Estas políticas foram aprovadas, e subscreveram as políticas económicas iniciadas nos 4.º e 5.º Congressos Nacionais. Os objetivos imediatos da liderança partidária estabelecidos no Relatório Político foram: reestruturar o sistema de produção; reajustar as despesas de investimento dentro do sistema; continuar a construir e reforçar as relações de produção socialistas; utilizar e desenvolver os setores económicos da forma correta; renovar a forma como a economia era gerida; enfatizar o papel da ciência e da tecnologia na economia; e expandir e aumentar a eficácia das relações económicas estrangeiras do Vietname.
Nem o Relatório Político, nem nenhum dos oradores do 6.º Congresso Nacional assinalaram uma mudança na política externa do Vietname. O Congresso reafirmou os fortes laços do Vietname com a União Soviética e as suas "relações especiais" com os Estados socialistas do Laos e Kampuchea (Camboja). Contudo, o Congresso salientou a necessidade de reforçar a sua relação com os países pertencentes ao Comecon, a organização comercial comunista internacional. Yegor Ligachev, o chefe da delegação soviética ao Congresso, surpreendeu os vietnamitas e muitos observadores estrangeiros ao anunciar um pacote de ajuda económica de 8-9 milhões de rublos (11-13 milhões de dólares norte-americanos) na altura, e era aproximadamente igual à ajuda por cabeça dada ao Vietname do Sul pelos Estados Unidos antes de 1975. O Relatório Político mencionava a importância das relações do Vietname com a Índia e a sua continuação como membro do Movimento Não Alinhado. O Congresso anunciou a vontade do Vietname de melhorar as suas relações com o mundo capitalista, mencionando especificamente a Suécia, Finlândia, França, Austrália e Japão.

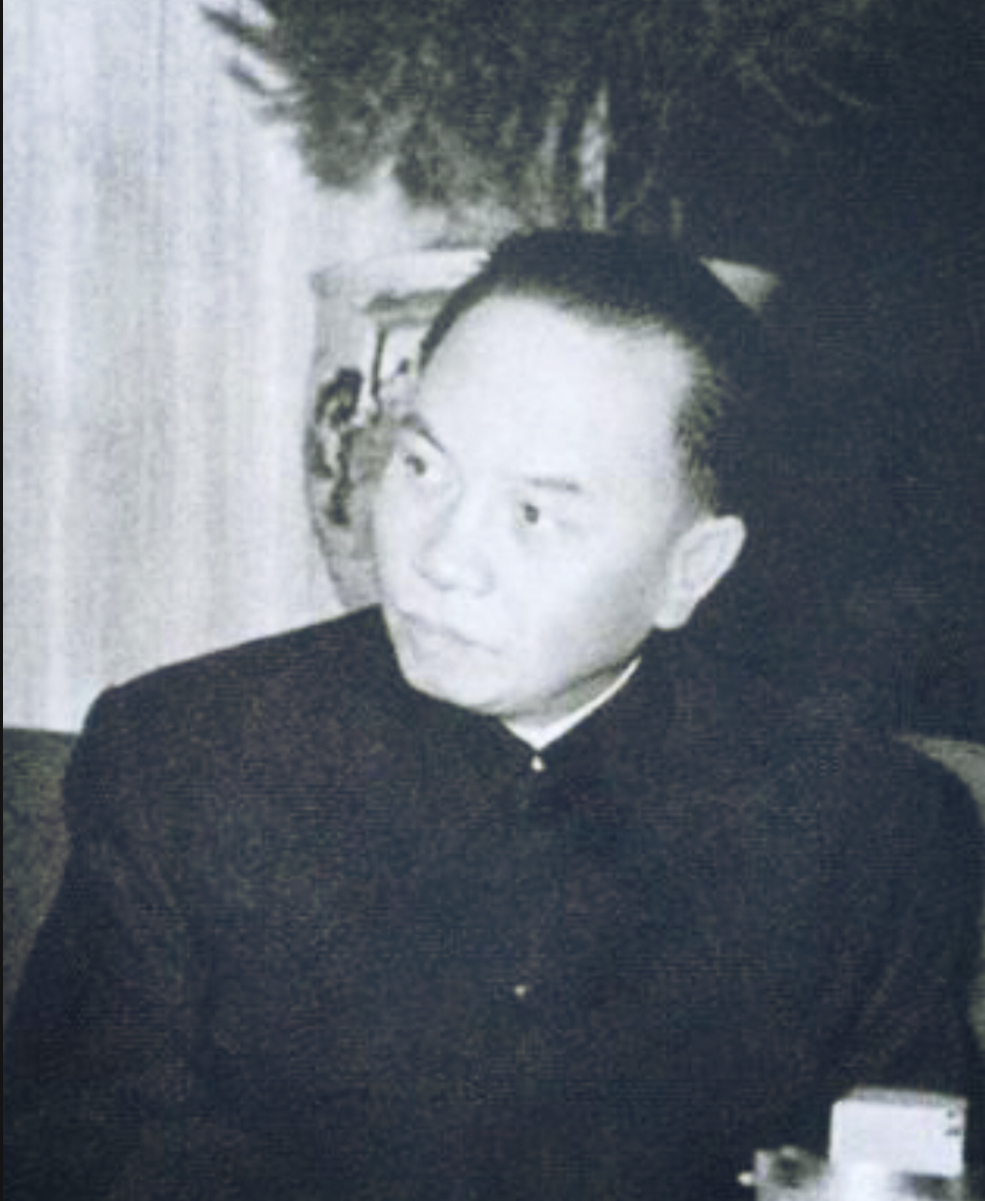
Trường Chinh renunciou ao cargo de Secretário-Geral do partido no dia 17 de dezembro

Võ Văn Kiệt, um Vice-Presidente do Conselho de Ministros, entregou o Relatório Económico ao 6.º Congresso Nacional. Os relatórios políticos e económicos sublinharam a Đổi Mới (Renovação), e a especialista vietnamita Carlyle Thayer escreveu que Võ Văn Kiệt pode ter sido a principal defensora deste conceito. No seu discurso ao Congresso, Võ Văn Kiệt disse, "no campo económico, haverá renovação nas políticas económicas e no sistema de gestão". Võ Văn Kiệt disse que a agricultura e não a indústria pesada seria mais importante durante o 4.º Plano Quinquenal. Durante o 4.º Plano Quinquenal, Võ Văn Kiệt disse, "[a] ... principal orientação para a indústria pesada nesta fase é apoiar a agricultura e a indústria ligeira numa escala adequada e a um nível técnico apropriado". Võ Văn Kiệt sublinhou o papel das exportações e da produção de cereais, alimentos e bens de consumo para revitalizar a economia vietnamita. O principal objetivo do 4.º Plano Quinquenal era a produção de cereais e produtos alimentares; "foi estabelecido um objetivo de 22-30 milhões de toneladas métricas de cereais em arroz" para 1990. Embora vários métodos fossem utilizados para atingir este objetivo, os incentivos materiais e os contratos de produto final desempenhariam um papel proeminente.
De acordo com o Relatório Económico, os aumentos na produção de cereais e alimentos aumentariam, no que lhe concerne, a produção de bens de consumo. O relatório afirmava que estas políticas visavam "assegurar as necessidades diárias do povo, e a regeneração da força de trabalho, bem como atrair um milhão de trabalhadores para resolver o problema do emprego para o povo, e, com base nisso, criar a fonte de acumulação e uma importante fonte de exportação". De acordo com o Relatório Económico, durante o 4.º Plano Quinquenal, "o nível de exportações deve ser elevado em cerca de 70% em relação ao do período quinquenal anterior". A exportação de produtos agrícolas, "produtos de processamento agrícola, produtos industriais leves, pequenos produtos industriais, artesanais e produtos aquáticos e marítimos" foram enfatizados no Relatório Económico. Para alcançar estes objetivos, o Relatório Económico declarou reformas económicas para melhorar a eficiência, juntamente com a importância do investimento estrangeiro e possíveis receitas do turismo.
O 6.º Congresso Nacional elegeu o 6.º Comité Central. Nos 4.º, 5.º e 6.º Congressos Nacionais foram retidos cerca de 45% dos membros plenos do Comité Central, 18% dos membros suplentes foram promovidos a membros plenos e 37% foram recentemente eleitos para o Comité Central como membros plenos ou suplentes. O 6.º Congresso continuou a tendência de aumentar a dimensão do Comité Central; os membros eram 124 membros efetivos e 49 membros suplentes. A maioria dos novos funcionários do Comité Central eram provenientes da segunda geração de revolucionários vietnamitas que ganharam proeminência durante a luta do Vietname contra o domínio colonial francês nas décadas de 1940 e 1950. A composição do Comité Central mudou no 6.º Congresso Nacional, com um aumento notável de especialistas económicos, tecnocratas e secretários provinciais como membros, mas a representação militar no Comité Central diminuiu. Apenas 8% dos membros do 6.º Comité Central eram provenientes do Exército Popular do Vietname. O número de funcionários de nível central também diminuiu; 74% dos membros do 2.º Comité Central eram funcionários de nível central, enquanto apenas 46% no 6.º Comité Central eram de nível central. Estas mudanças refletiram a preocupação dominante do partido com problemas básicos.

### 1.º plenário do 6.º Comité Central
A 18 de dezembro, no final do 6.º Congresso Nacional, os delegados elegeram o 6.º Comité Central, que continha mais oito membros do que o 5.º Comité Central, enquanto o número de membros suplentes foi aumentado em 13; o total de membros do novo Comité Central era de 173. Imediatamente após o 8.º Congresso Nacional, a 18 de dezembro, o 6.º Comité Central convocou a sua 1.ª reunião plenária para eleger a composição do 6.º Politburo, o 6.º Secretariado, a Comissão de Controlo e outros órgãos do partido a nível central.
A 1.ª sessão plenária do 6.º Comité Central pôs fim à prolongada sucessão geracional que começara no 4.º Congresso Nacional em 1976. A 17 de dezembro, o terceiro dia do Congresso, os três principais líderes - Trường Chinh, Lê Đức Thọ - e o chefe do governo Phạm Văn Đồng, anunciaram que não procurariam ser membros do 6.º Politburo ou do 6.º Comité Central. No entanto, estes três foram nomeados para o Conselho Consultivo do Comité Central. Isto não era novidade; no 5.º Congresso Nacional, seis membros superiores do 5.º Politburo reformaram-se. Quando questionado por jornalistas estrangeiros se o mesmo padrão continuaria, um porta-voz do partido declarou que o mesmo continuaria no 6.º Congresso Nacional. Văn Tiến Dũng, o Ministro da Defesa Nacional, retirou-se do Politburo, mas manteve o seu lugar no 6.º Comité Central. A 1.ª reunião plenária elegeu Nguyễn Văn Linh para suceder Trường Chinh como secretário-geral do partido.

### Citações
1. 1 2  Stern 1987, p. 345.
2. ↑  Stern 1987, pp. 345–346.
3. 1 2 3 4 5 6  Stern 1987, p. 346.
4. ↑  Stern 1987, pp. 346–347.
5. 1 2 3  Stern 1987, p. 347.
6. 1 2  Stern 1987, p. 348.
7. 1 2 3  Stern 1987, p. 349.
8. 1 2 3 4 5 6  Stern 1987, p. 350.
9. 1 2 3  Stern 1987, p. 353.
10. ↑  Stern 1987, pp. 353–354.
11. 1 2 3 4  Stern 1987, p. 354.
12. 1 2 3 4 5 6 7  Stern 1987, p. 355.
13. 1 2 3 4 5 6 7 8 9 10  Stern 1987, p. 356.
14. ↑  Stern 1987, pp. 356–357.
15. 1 2 3 4  Stern 1987, p. 357.
16. ↑  Stern 1987, pp. 357–358.
17. 1 2 3 4  Stern 1987, p. 358.
18. 1 2 3 4 5 6 7 8  Stern 1987, p. 359.
19. 1 2 3 4  Thayer 1987, p. 14.
20. 1 2 3 4 5 6 7 8 9 10 11  Stern 1987, p. 360.
21. 1 2 3 4 5 6 7 8  Thayer 1987, p. 17.
22. 1 2 3 4  Thayer 1987, p. 18.
23. ↑  Thayer 1987, p. 19.
24. 1 2 3 4 5 6 7 8 9 10 11  Thayer 1987, p. 15.
25. 1 2 3 4 5 6 7  Thayer 1987, p. 16.
26. ↑  Thayer 1987, p. 13.